# Tverrholmen
Tverholmen (sinngemäß aus dem Norwegischen übersetzt Diagonalinsel) ist eine Insel vor der Küste des ostantarktischen Kemplands. Sie liegt zwischen den Inseln Foldøya und  Kjølen auf der Ostseite der Stefansson Bay.
Norwegische Kartographen, die sie auch benannten, kartierten sie anhand von Luftaufnahmen, die zwischen Januar und Februar 1937 bei der Lars-Christensen-Expedition 1936/37 entstanden.